# Carl Israel Sandström
Carl Israel Sandström, född 14 november 1824 i Linköpings Sankt Lars församling, Östergötlands län, död 21 november 1880 i Göteborgs Kristine församling, Göteborgs och Bohus län, var en svensk tonsättare, organist och musiklärare, bror till operasångaren Gustaf Sandström.

## Biografi
Sandström föddes 14 november 1824 på Klockargården i Sankt Lars församling, Linköping. Han var son till organisten och klockaren Nils Peter Sandström och Stina Maja Rosengren. Efter studier i Linköping och vid Uppsala universitet anställdes han som sångrepetitör och aktör vid res-theater. Antogs han dock som elev vid Musikkonservatoriet 1851 och avlade 1853 musiklärarexamen. Han var bland annat sånglärare vid Högre elementarläroverket i Göteborg från 1853 och organist i Kristine kyrka från 1854. Han var även kördirigent, bland annat i Par Bricole. Sandström utgav Sånger vid piano (1853), Körer för mansröster (1863), Kring sångarfanan, föyrstämmiga sånger arrangerade för skolungdom (1874) och en koralbok (1878).
Han har tonsatt manskörer och solosånger, bland andra Min lilla vrå bland bergen. Sandström var dirigent för Amatörernas sångförening i Göteborg.
Sandström invaldes som ledamot nummer 391 av Kungliga Musikaliska Akademien den 13 maj 1864 och  tilldelades Litteris et Artibus 1874.